# Mount Hope (Ostantarktika)
Der Mount Hope ist ein 835 m hoher Berg in der antarktischen Ross Dependency. An der Shackleton-Küste ragt er im Mündungsgebiet des Beardmore-Gletschers in das Ross-Schelfeis auf. Entdeckt wurde er am 2. Dezember 1908 von der vierköpfigen Gruppe um den britischen Polarforscher Ernest Shackleton während der von ihm geleiteten Nimrod-Expedition (1907–1909) beim Versuch, den geographischen Südpol zu erreichen.
Shackleton und seine Begleiter bestiegen den Berg am nächsten Tag in der Hoffnung (englisch: hope), „[…] einen [besseren] Eindruck von der umgebenden Landschaft zu erhalten“ und eine Route für den weiteren Weg nach Süden durch das Transantarktische Gebirge zu finden. Diese Hoffnung erfüllte sich, nachdem sie vom Berggipfel den Beardmore-Gletscher und den Zugang über das sogenannte Gateway entdeckt hatten. Shackleton und sein Team erreichten zwar das Polarplateau, mussten jedoch auf dem Weg zum Südpol etwa 180 km vor dem Ziel wegen mangelhafter Ausrüstung, schwindender Vorräte und zunehmender Erschöpfung umkehren.
Drei Jahre später wählte der britische Polarforscher Robert Falcon Scott während der von ihm geleiteten Terra-Nova-Expedition (1910–1913) dieselbe Route. Er und seine vier Begleiter erreichten zwar den Südpol, kamen jedoch auf dem Rückweg ums Leben.